# Lovers rock
Lovers rock – brytyjski podgatunek reggae, powstały w latach 70., którego nazwa wywodzi się od wytwórni płytowej Dennisa Lascellesa Harrisa, która działała wówczas w południowym Londynie.
Powstał niejako w opozycji do głównego nurtu reggae, przesyconego ideami rastafari i polityką. Utwory mają wolniejsze, często balladowe tempo. Szczególną popularność zdobył wśród kobiet. W późniejszym okresie zainteresował wielu jamajskich artystów, spośród których najbardziej rozpoznawalnym przedstawicielem gatunku stał się Gregory Isaacs.

## Przedstawiciele
- Aswad
- Dennis Brown
- Don Campbell
- John Holt
- Gregory Isaacs
- Luciano
- Freddie McGregor
- Bitty McLean
- Junior Reid